# Interceptor (film 2022)
Interceptor è un film del 2022 diretto da Matthew Reilly e interpretato da Elsa Pataky, Luke Bracey e Aaron Glenane.

## Trama
Gli Stati Uniti hanno due siti di lancio di missili Interceptor mirati a intercettare qualsiasi lancio di testate nucleari. Il primo, Fort Greely in Alaska, viene attaccato da aggressori sconosciuti presumibilmente affiliati a una fazione terroristica, mentre 16 testate nucleari vengono sequestrate simultaneamente dal territorio russo. Il secondo sito è SBX-1, una piattaforma remota nel mezzo dell'Oceano Pacifico. Il capitano dell'esercito americano J.J. Collins è stato recentemente riassegnato a quest'ultimo dei due siti di lancio di missili intercettori. A seguito di un caso di alto profilo in cui ha denunciato abusi sessuali da parte del suo superiore, ha subito nonnismo, bullismo e minacce e un nuovo dispiegamento come ritorsione.
Sotto il tenente colonnello Marshall, e lavorando insieme al caporale Beaver Baker e al caporale Rahul Shah nel centro di comando della stazione, Collins fa parte dell'ultima linea di difesa dopo l'acquisizione ostile di Fort Greely. La stazione viene infiltrata da un piccolo gruppo di agenti guidati dall'ex soldato dell'intelligence militare Alexander Kessel, che prontamente uccide Marshall e gli altri occupanti della base, lasciando solo Collins, Shah e un Baker privo di sensi (che è stato sfiorato da un proiettile vagante) nel centro di comando.
Gli infiltrati tentano di entrare nel centro di comando, con cui possono disarmare il sistema di intercettazione e lasciare gli USA esposti all'attacco nucleare delle sedici testate rubate. Tuttavia, vengono respinti e tentano di entrare con la forza con le fiamme ossidriche.
Un agente lancia un attacco a sorpresa dopo essere entrato tramite un portello sul pavimento, ma viene sconfitto e ucciso da Collins e Shah. Baker riprende conoscenza e si rivela essere un uomo interno agli infiltrati e motivato da una grossa paga e dalla xenofobia, tenendo sia Collins che Shah sotto tiro mentre consente a Kessel e agli agenti rimanenti di entrare e assumere il controllo.
Kessel dirotta un feed live e trasmette online il suo manifesto sui fallimenti nella storia degli Stati Uniti, nominando le sedici città americane da distruggere e ordinando alla fazione terroristica di lanciare immediatamente una delle armi nucleari. Collins si libera dalle sue catene e rinchiude Kessel, Baker e uno scagnozzo fuori dal centro di comando, mentre sconfigge e uccide Kira, l'unico agente nemico ancora nella stanza, e un altro scagnozzo per poi lanciare un Interceptor che distrugge il missile nucleare.
Kessel tenta di costringere Collins ad arrendersi, torturando suo padre, ma lei rifiuta e suo padre viene apparentemente ucciso quando la trasmissione viene interrotta. Kessel progetta quindi di affondare la stazione se non riesce a prenderne il controllo. Mentre la stazione inizia ad affondare, Shah si offre volontario per calarsi attraverso il portello del pavimento nell'oceano sottostante e riattivare manualmente i portelli della stazione, in modo che gli Interceptor siano ancora in grado di lanciare e distruggere le testate quando alla fine attraversano lo spazio aereo soprastante. Shah riesce, ma viene ucciso da Baker.
Collins, dopo aver capito che Kessel sta in realtà lavorando su commissione, si nasconde nel centro di comando e lascia che Kessel, Baker e il rimanente scagnozzo prendano il controllo e disattivino il centro apparentemente vuoto. Il suo stratagemma funziona, con Baker che va a controllare il tetto della stazione per trovarla ed eliminarla. Collins riesce a eliminare furtivamente il rimanente scagnozzo mentre Kessel fugge dalla stanza.
Prendendo un portatile, Collins sale sul tetto e collega il dispositivo, pianificando di lanciare manualmente gli Interceptor usando questo metodo. Viene trovata da Baker e si impegnano in un combattimento corpo a corpo, con Collins che esce vittoriosa dopo aver ucciso Baker.
Kessel, che in precedenza aveva chiamato un sottomarino russo per recuperare la squadra di agenti, trova Collins proprio mentre lei lancia con successo gli Interceptor con una frazione di secondo prima che le armi nucleari attraversassero il punto di intercettazione. Il suo piano fallisce, si impegna in combattimento con Collins, che riesce a sconfiggerlo e sottometterlo, proprio mentre il sottomarino russo emerge dal mare. Un paio di russi escono dalla torre del sottomarino, ma anziché sparare a Collins, sparano a Kessel, e il capitano russo saluta con rispetto Collins prima di andarsene.
Collins si riprende in seguito dal suo calvario in ospedale e riceve personalmente una promozione dal presidente degli Stati Uniti per i suoi sforzi. Riceve anche la visita di suo padre, che era stato salvato da amici che avevano assistito alla sua situazione in diretta, e lui la conforta nel suo dolore per la morte di Shah.

## Produzione
Matthew Reilly ha cominciato a scrivere la sceneggiature di Interceptor nel 2017. L'azione è ambientata principalmente su un solo set, poiché Reilly voleva assicurarsi che il budget del film non superasse i 15 milioni di dollari. Stuart Beattie è entrato nel progetto dopo che Reilly gli ha inviato una copia della sceneggiatura, dopo averne lette poche pagine, Beattie lo ha chiamato e gli ha detto: "lo amo assolutamente. Posso riscriverlo?" e lui gli ha risposto: "Sì, certo, provaci.".
Beattie ha condiviso la sceneggiatura con i produttori, ai quali è stato detto che Reilly intendeva lavorare al film in qualità di regista. Reilly ha dovuto subire qualche opposizione, ma alla fine è riuscito a ottenere il ruolo di co-regista. Il film ha ricevuto il via libera da Netflix ed Elsa Pataky ha firmato per interpretare il personaggio principale, JJ Collins. Si è preparata per il ruolo allenandosi per un massimo di cinque ore al giorno con l'aiuto del marito Chris Hemsworth, che ha svolto il ruolo di produttore esecutivo e ha anche avuto una parte come commesso di un negozio televisivo.
Le riprese sono state effettuate nel Nuovo Galles del Sud, in Australia, in un periodo di 33 giorni, a partire dal 29 marzo 2021.

## Distribuzione
Il film è stato distribuito in tutto il mondo, su Netflix, il 3 giugno 2022.. Nel 2021 fu annunciato il progetto di distribuire il film nelle sale cinematografiche australiane, ma il progetto fallì. Il film ha avuto una breve distribuzione cinematografica australiana il 26 maggio 2022, una settimana prima il suo lancio mondiale su Neflix.
L'edizione italiana è stata curata dalla CDC Sefit Group, con la direzione del doppiaggio di Simone Mori, i dialoghi italiani di Alessia La Monica e l'assistenza al doppiaggio di Antonella Bartolomei.